# Thiensville (Wisconsin)
Thiensville es una villa ubicada en el condado de Ozaukee en el estado estadounidense de Wisconsin. En el Censo de 2010 tenía una población de 3.235 habitantes y una densidad poblacional de 1.139,64 personas por km².

## Geografía
Thiensville se encuentra ubicada en las coordenadas 43°14′12″N 87°58′33″O / 43.23667, -87.97583. Según la Oficina del Censo de los Estados Unidos, Thiensville tiene una superficie total de 2.84 km², de la cual 2.81 km² corresponden a tierra firme y (1%) 0.03 km² es agua.

## Demografía
Según el censo de 2010, había 3.235 personas residiendo en Thiensville. La densidad de población era de 1.139,64 hab./km². De los 3.235 habitantes, Thiensville estaba compuesto por el 93.32% blancos, el 1.73% eran afroamericanos, el 0.4% eran amerindios, el 2.1% eran asiáticos, el 0% eran isleños del Pacífico, el 0.53% eran de otras razas y el 1.92% pertenecían a dos o más razas. Del total de la población el 2.78% eran hispanos o latinos de cualquier raza.